# Joseph Knitzer
Joseph Knitzer (Nova York, 11 d'octubre, 1913 - Idem. 1 de juliol, 1967), fou un violinista nord-americà.
Va créixer a Detroit i va començar a actuar a una edat primerenca. El 1923-1930 va estudiar a Nova York amb Leopold Auer, i més tard també va estudiar amb Louis Persinger. El 1927 va debutar amb l'Orquestra Simfònica de Nova York sota la batuta de Walter Damrosch. El 1934 va guanyar el Concurs de Naumburg per a joves intèrprets.
A la dècada de 1930 concertat com a solista, però amb un èxit limitat; Pel que fa al concert de 1937, The New York Times va assenyalar el to elegant i la tècnica fàcil del violinista, assenyalant la manca de profunditat i passió. No obstant això, Knitzer ha actuat amb l'Orquestra de Filadèlfia amb Leopold Stokowski i la Filharmònica de Nova York amb John Barbirolli. El 1941-1954. va dirigir el departament de violí de l'Institut de Música de Cleveland, al mateix temps el 1945-1946. concertista de l'Orquestra de Cleveland (a invitació de George Szell, que, tanmateix, es va veure ràpidament decebut per la seva elecció). El 1954-1955 va ensenyar a la Northwestern University, després el 1955-1964. a l'"Eastman School of Music", on també va dirigir un quartet de corda (al capdavant del qual el 1960 va emprendre una gira amb actuacions a Iugoslàvia, Grècia, Turquia, Líban, Síria, Jordània, Egipte i el Marroc). Des de 1964 fins al final de la seva vida, va ser professor a la Universitat de Michigan.